# 安提貞尼斯
安提貞尼斯（希臘語：Aντιγένης；？—前316年）是亞歷山大大帝麾下將領之一。從腓力二世時就為馬其頓王國效力，公元前340年在圍攻色雷斯的皮林塔斯時失去一隻眼。
當亞歷山大大帝逝世後，第一次繼業者之戰爆發，安提貞尼斯跟隨帝國攝政佩爾狄卡斯攻打埃及的托勒密，當佩爾狄卡斯抵達尼羅河三角洲最東部的城市貝魯西亞企圖渡過尼羅河，遭受到失敗。佩爾狄卡斯斯轉道三角洲頂部的孟菲斯，但部分部隊在渡河時又被河水沖走，部隊士氣低下，在佩爾狄卡斯的嚴厲懲處下，部隊被激怒而發生嘩變。銀盾兵指揮官之一的安提貞尼斯與培松、塞琉古聯手殺害了佩爾狄卡斯，並與托勒密談和。在特里帕拉迪蘇斯分封協議中，安提貞尼斯因此擔任埃蘭總督。
在第二次繼業者之戰中，安提貞尼斯和其他東部行省總督加入歐邁尼斯一方來對抗安提柯，並在帕萊塔西奈戰役、伽比埃奈戰役兩場會戰中率領銀盾兵都有良好表現，而當銀盾兵在伽比埃奈戰役後發生嘩變，安提貞尼斯隨著歐邁尼斯落入安提柯的手中，最終被活活燒死。